# Pseudoeurycea cephalica
Pseudoeurycea cephalica, coneguda com a salamandra pinta, és una espècie de salamandra de la família Plethodontidae. És endèmica de Mèxic.
El seu hàbitat natural és de boscos de coníferes tropicals i subtropicals humits de terres baixes. També se li troba a la riba dels boscos, en plantacions, jardins rurals i petits boscos dins d'àrees urbanes, entre 1,100 i 3,000 msnm. Se'ls pot trobar sota fullaraca, troncs caiguts i pedres al nivell del pis, en llocs humits i foscos.